# Nawrotny częstoskurcz przedsionkowo-komorowy węzłowy
Nawrotny częstoskurcz przedsionkowo-komorowy węzłowy (nawrotny częstoskurcz węzłowy, ang. atrio-ventricular nodal reentry tachycardia, AVNRT) – schorzenie kardiologiczne polegające na występowaniu zaburzenia rytmu serca; rodzaj częstoskurczu nadkomorowego.

## Występowanie
Jest to najczęściej występujący częstoskurcz nadkomorowy u osób bez cech preekscytacji w EKG i jeden z najczęstszych częstoskurczów o wąskich zespołach komorowych. Występuje częściej u kobiet, zwykle bez strukturalnej choroby serca, jego manifestacja kliniczna rozpoczyna się zazwyczaj w średnim wieku (ok. 40 roku życia).

## Mechanizm
Mechanizmem tego częstoskurczu jest pobudzenie nawrotne (ang. reentry), do którego predysponuje rozszczepienie łącza przedsionkowo-komorowego na dwie drogi o różnych właściwościach elektrofizjologicznych (zwane też podwójną fizjologią łącza). Jedna z tych dróg wykazuje wolne przewodzenie impulsu, ale krótki okres refrakcji. Druga przewodzi szybko, natomiast okres refrakcji ma długi. Rozszczepienie łącza przedsionkowo-komorowego predysponuje do sytuacji, w której przedwczesne pobudzenie przedsionkowe trafi na okres niepobudliwości (refrakcji) drogi szybko przewodzącej w obrębie tego łącza i zostanie przewiedzione do komór przez drugą drogę – o wolnym przewodzeniu i krótkiej refrakcji. Przewodzenie przez tę drogę trwa tak długo, iż czas ten wystarcza do uzyskania przez drogę szybką pobudliwości (wyjścia z okresu refrakcji). To pozwala na przewiedzenie bodźca z powrotem do przedsionków, kolejnego przewiedzenia do komór drogą wolną i zapoczątkowania fali nawrotnej. W praktyce klinicznej cykl ten przebiega z częstotliwością 150–180/min i taka też jest zwykle częstość częstoskurczu.

## Objawy i obraz elektrokardiograficzny
Częstoskurcz węzłowy może nie dawać objawów, zwykle jednak powoduje uczucie kołatania serca. Inne objawy zależą od obecności i stopnia strukturalnej choroby serca, wieku chorego, częstości oraz czasu trwania częstoskurczu. Spektrum objawów obejmuje uczucie osłabienia, wystąpienie dusznicy bolesnej, zasłabnięcie, utratę przytomności a nawet (zwykle u chorych z uszkodzonym sercem) wstrząs kardiogenny. Trwający przez większą część dnia częstoskurcz (tzw. częstoskurcz ustawiczny) może z czasem spowodować postępujące uszkodzenie serca, noszące nazwę kardiomiopatii tachyarytmicznej, będącej formą uszkodzenia serca podobną do kardiomiopatii zastoinowej (ang.cardiomyopathy-like syndrome).
Obraz elektrokardiograficzny częstoskurczu węzłowego jest charakterystyczny – arytmia zwykle zaczyna się od przedwczesnego pobudzenia przedsionkowego, przewiedzionego do komór z wydłużonym odstępem PQ (przewodzenie zstępujące przez drogę wolną). Pobudzenie to rozpoczyna miarowy częstoskurcz z wąskimi zespołami komorowymi, po których nie są widoczne załamki P (są ukryte w zespołach komorowych – przewodzenie wstępujące przez drogę szybką).

## Leczenie[1]

### Leczenie w celu przerwania częstoskurczu
- pierwszym postępowaniem, które może zastosować sam pacjent, są zabiegi wzmagające napięcie nerwu błędnego: próba Valsalvy, masaż zatoki tętnicy szyjnej (przeciwwskazany u chorych ze zmianami miażdżycowymi w tętnicach szyjnych)
- leczenie farmakologiczne – przeprowadzane zawsze w szpitalu obejmuje podanie dożylne adenozyny

### Leczenie chorego z nawracającymi częstoskurczami
- ablacja przezskórna – jest zalecana jako leczenie chorych z:
  - nietolerowanym częstoskurczem, powodującym objawy hemodynamiczne,
  - nawracającym, objawowym częstoskurczem,
  - rzadko występującymi częstoskurczami (lub pojedynczym epizodem), jeżeli pacjent chce całkowitego usunięcia arytmii,
  - rzadko występującymi, dobrze tolerowanymi epizodami arytmii.
- leczenie farmakologiczne (werapamil, diltiazem, leki beta-adrenolityczne mogą być alternatywą ablacji u chorych, którzy nie chcą być poddani leczeniu zabiegowemu)